# NGC 4611
NGC 4611 = IC 805 ist eine 14,3 mag helle Balken-Spiralgalaxie vom Hubble-Typ SABc im Sternbild des Haar der Berenike am Nordsternhimmel. Sie ist schätzungsweise 272 Millionen Lichtjahre von der Milchstraße entfernt und hat einen Durchmesser von etwa 50.000 Lichtjahren. Die Galaxie wird unter der Katalognummer VVC 1878 als Teil des Virgo-Galaxienhaufens gelistet.

Im selben Himmelsareal befinden sich u. a. die Galaxien NGC 4634, NGC 4639, IC 3613, IC 3629.
Das Objekt wurde offiziell zweimal entdeckt; am 17. Mai 1881 vom französischen Astronomen Édouard Stephan (Entdeckung geführt als NGC 4611) und am 20. April 1889 vom US-amerikanischen Astronomen Lewis A. Swift (geführt als IC 805).